# Liste der Bodendenkmäler in Oelde
Die Liste der Bodendenkmäler in Oelde enthält die denkmalgeschützten unterirdischen baulichen Anlagen, Reste oberirdischer baulicher Anlagen, Zeugnisse tierischen und pflanzlichen Lebens und paläontologischen Reste auf dem Gebiet der Stadt Oelde im Kreis Warendorf in Nordrhein-Westfalen (Stand: 11. November 2019). Diese Bodendenkmäler sind in Teil B der Denkmalliste der Stadt Oelde eingetragen; Grundlage für die Aufnahme ist das Denkmalschutzgesetz Nordrhein-Westfalen (DSchG NRW).
| Bild           | Bezeichnung                                                         | Lage                                 | Beschreibung | Bauzeit | Eingetragen seit | Denkmal- nummer      |
| -------------- | ------------------------------------------------------------------- | ------------------------------------ | ------------ | ------- | ---------------- | -------------------- |
|                | Alte „Landwehr“                                                     | Am Landhagen                         |              |         |                  | 1, 1a, 1b, 1c, 2, 2a |
|                | Alte „Landwehr“                                                     | im Waldgebiet Zum Sunder             |              |         |                  | 3, 4, 4a             |
|                | Landwehr-Teilstück                                                  | Bergeler                             |              |         |                  | 5, 6, 7, 8, 9        |
| weitere Bilder | Burgbereich Stromberg                                               | Stromberg Burgplatz Karte            |              |         |                  | 10                   |
| weitere Bilder | Teilstück des Bodendenkmals Burg Stromberg (Torturm mit Durchfahrt) | Stromberg                            |              |         |                  | 10a                  |
|                | Bereich der ehemaligen Burg Haus Nottbeck                           |                                      |              |         |                  | 11                   |
| weitere Bilder | Haus Geist, ehemaliges Wasserschloss                                | Ahmenhorst Karte                     |              |         |                  | 12                   |
| weitere Bilder | Kirche und Kirchplatz                                               | Lette Beelener Straße Karte          |              |         |                  | 13                   |
| weitere Bilder | Kath. Kirche St. Lambertus mit Kirchplatz                           | Stromberg Kirchstraße 7 Karte        |              |         |                  | 14                   |
| weitere Bilder | Pfarrkirche St. Vitus                                               | Sünninghausen Am Kirchplatz 8a Karte |              |         |                  | 15                   |
|                | Ehem. Klusenkapelle mit Kluse                                       | Böckenfördeweg/Beckumer Straße       |              |         |                  | 16                   |
|                | Mittelalterliche und neuzeitliche wüste Hofstelle „Uthof“           | Wiedenbrücker Straße                 |              |         |                  | 17                   |
|                | Siedlung der Eisenzeit an der Wiedenbrücker Straße                  | Wiedenbrücker Straße                 |              |         |                  | 18                   |